# بورخا يوريبا
بورخا يوريبا (بالإسبانية: Borja Uribe)‏ هو مدرب كرة المضرب إسباني، ولد في 24 يونيو 1964 في بلنسية في إسبانيا.

## وصلات خارجية
- بورخا يوريبا على موقع رابطة محترفي التنس (الإنجليزية)
- بورخا يوريبا على موقع الاتحاد الدولي لكرة المضرب (الإنجليزية)
- بورخا يوريبا على موقع خلاصة التنس.كوم (الإنجليزية)